# 카몰리
카몰리(Camogli, it; 리구리아어: Camoggi lij)는 이탈리아 북부 리구리아주 제노바광역시의 리비에라 디 레반테에 있는 골포 파라디소에 위치한 포르토피노 반도 서쪽에 있는 어촌이자 관광지이다. 2017년 4월 30일 기준 인구는 5,332명이다. 카몰리는 포르토피노 자연 지역 공원(Parco Naturale Regionale di Portofino)에서 가장 넓은 지역 중 하나이며, 포르토피노 해양 보호 구역의 일부이다.

## 역사

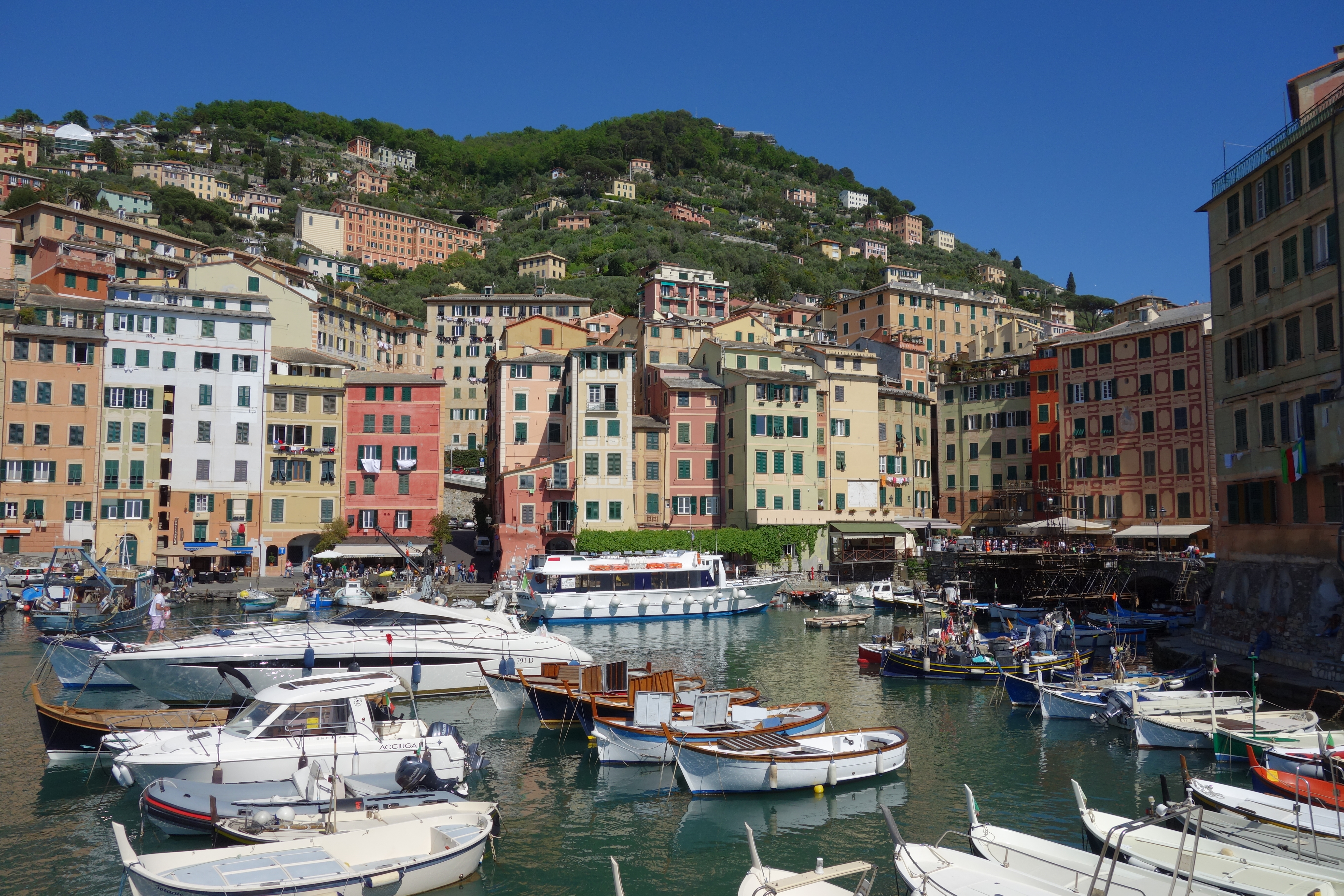
카몰리 만과 항구 전경

이 도시의 이름은 오래되었지만 기원은 논란의 여지가 있다.
민간어원 이야기 중에는 Casa de Moglie에서 유래했다는 설이 있다. 선장들이 항해를 할 때 아내들(mogli)을 모두 한집(casa)에 모아두었으며, 이 도시가 이로 인해 유명해졌다는 것이다.
중세 후기에 카몰리는 상당한 규모의 항구였다. 전성기에는 수백 척의 범선으로 이루어진 함대를 보유하고 있었으며 "천 개의 흰 돛을 가진 도시"라고 불렸다. 1798년 이 도시는 나폴레옹 보나파르트 함대의 많은 병력을 수용했지만, 이후 나일강 이집트 해역에서 넬슨 제독에게 패배했다. 유명한 해군 대학 "크리스토퍼 콜럼버스(Cristoforo Colombo)"는 제노바 항해사인 크리스토퍼 콜럼버스의 이름을 따서 1874년 카몰리에 설립되었다.
1880년, 이 옛 어촌은 12,000명의 인구 중 500명이 선장으로 등록되어 있었다. 카몰리는 현재 주로 관광에 의존하고 있으며, 해변을 따라 늘어선 다채로운 집들로 유명하다. 집들의 색깔은 한때 카몰리 어부들이 항구로 돌아가는 길을 찾는 데 도움이 되었다.
지역 수영 클럽 수구 팀인 RN 카몰리(RN Camogli)는 여러 차례 이탈리아 챔피언십에서 우승했으며 전국적으로 알려져 있다.
2021년 2월, 해수면에서 70m 높이에 위치한 공동묘지 아래 절벽이 붕괴되어 관들이 바다로 떨어졌다. 바다에서 11개의 관이 수습되었으며, 산사태에서 더 많은 관이 발견되었다.

## 트리비아
남대서양의 트리스탄다쿠냐 섬에 있는 카몰리 병원은 1892년에 섬에 정착한 안드레아 레페토와 가에타노 라바렐로의 고향이었던 것을 기념하기 위해 이 도시의 이름을 따서 명명되었다.

## 인물
- 프란체스코 카푸로 (Francesco Capurro), 17세기 화가
- 루제로 키에사 (Ruggero Chiesa) (1933년–1993년), 고전 기타리스트이자 편집자

## 자매 도시
- 튀닝엔, 독일, 1998년부터
- 카를로포르테, 이탈리아, 2004년부터